# Hederos & Hellberg
Hederos & Hellberg var en musikduo bestående av Martin Hederos och Mattias Hellberg som var aktiva från början av 2000 till 2003 då de formellt avslutade samarbetet med en avskedsspelning på Konserthuset i Göteborg 13 januari. Duon hann med att släppa två fullängdsalbum och en EP. 

## Biografi
Den självbetitlade debutskivan släpptes 2000 och innehöll åtta spår bestående av covers på utvalda rocklåtar i avskalade versioner, med Martin Hederos på piano och Mattias Hellberg på sång och munspel. Året därpå kom uppföljaren Together in the Darkness som innehöll en blandning av covers och eget material. 
Under 2002 valde Ryan Adams personligen Hederos & Hellberg att följa med som förband under hans Europaturné.
Mot slutet av 2002 bestämde sig Hederos & Hellberg för att avsluta sitt samarbete och gjorde ett antal avskedsspelningar i Stockholm. Den sista spelningen genomfördes den 13 januari på konserthuset i Göteborg, en spelning som senare sändes i programmet P3 Live. 2008 återförenades dock duon för ett par konserter, bland annat på musikfestivalen Way Out West i Göteborg.
2012 gjorde Hederos & Hellberg en reklamjingel för Svenska Spel.

## Diskografi
- 2000 – Hederos & Hellberg
- 2001 – Together in the Darkness
- 2003 – Take Care EP
- 2021 – Tillsammans mot ljuset